# 海上看金门

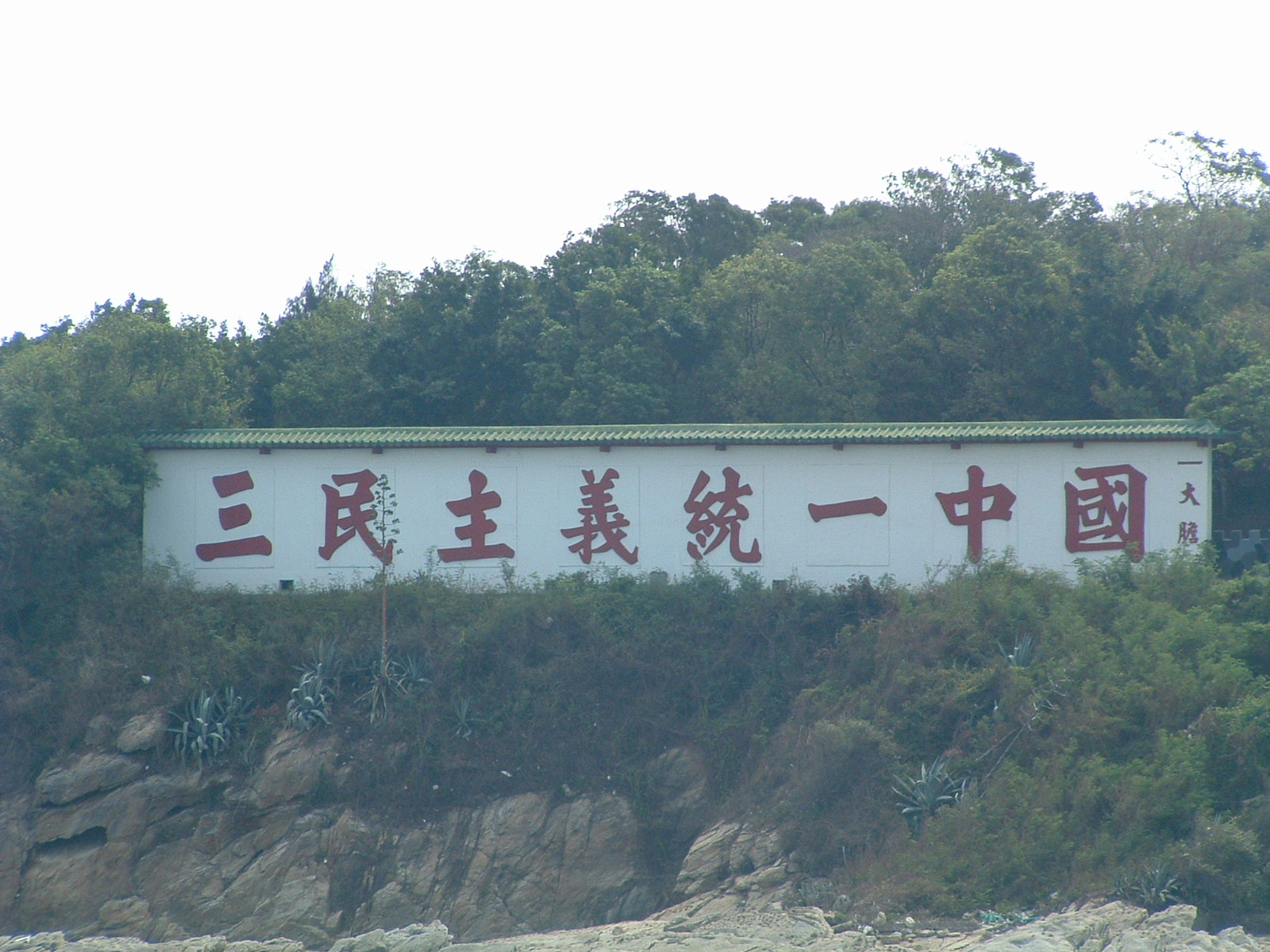
大擔島上著名的的“三民主義統一中國”标语，1986年8月由金防部司令趙萬富上將令烈嶼師長龔力少將兴建，次年同因三七事件去職，这是“海上看金门”旅游项目的一个亮点。另有一面設於二膽島的牆上

海上看金门是福建省厦门市一个旅游项目，或称“游金厦海峡，览两岸风光”项目，游客乘游船从厦门出发，远视金門縣风光。
在金厦之间的海上，游客凭肉眼可见看中華民國治下的金门列岛上的宣传标语，如“三民主义统一中国心战墙”等。2007年新华社报道提及，五一黃金周期间的5月1日至6日，海上看金门项目游客达4万多人次。